# عصب قلبي سفلي
العصب القلبي السفلي عصب إما من عنق الرحم السفلي أو من العقدة الصدرية الأولى. وينزل خلف الشريان الترقوي وعلى طول مقدمة القصبة الهوائية، إلى الجزء العميق من الضفيرة القلبية. ويتصل خلف الشريان مع  الراجع والأوسط.